# Bagunte
Bagunte ist ein Ort und eine ehemalige Gemeinde (Freguesia) im Nordwesten Portugals.

## Geschichte
Die Cividade de Bagunte, eine befestigte Siedlung der Castrokultur, befand sich hier im 4. Jahrhundert v. Chr., danach ließen sich Römer hier nieder. Die Ausgrabungsstätte steht seit 1910 als Monumento Nacional unter Denkmalschutz.
Bagunte war seit dem Mittelalter Barcelos untergeordnet, bis es im Zuge der zahlreichen Verwaltungsreformen nach der Liberalen Revolution 1820 und dem folgenden Miguelistenkrieg (1832–1834) im Jahr 1836 dem Kreis Vila do Conde angegliedert wurde. Im Jahr 1898 wurde zudem die Gemeinde Santagões aufgelöst und der Gemeinde Bagunte einverleibt.
Mit der Gemeindereform 2013 wurde die eigenständige Gemeinde Bagunte aufgelöst und mit drei anderen zur neuen Gemeinde Bagunte, Ferreiró, Outeiro Maior e Parada zusammengeschlossen.

## Verwaltung
Bagunte war Sitz einer eigenständigen Gemeinde (Freguesia) im Kreis (Concelho) von Vila do Conde im Distrikt Porto. Sie hatte eine Fläche von 9,2 km² und 1488 Einwohner (Stand 30. Juni 2011).
Im Zuge der Gebietsreform zum 29. September 2013 wurden die Gemeinden Bagunte, Ferreiró, Outeiro Maior und Parada zur neuen Gemeinde União das Freguesias de Bagunte, Ferreiró, Outeiro Maior e Parada zusammengeschlossen. Bagunte ist Sitz dieser neu gebildeten Gemeinde.

## Archäologische Fundstätte
- Cividade de Bagunte